# 初吻2
《初吻2》（法語：La Boum 2）是一部1982年法國青春浪漫喜剧電影，由克勞德·皮諾托執導，克勞德·巴舒、布麗吉特·佛西和苏菲·玛索主演。這部電影由丹妮艾拉·湯普森和克勞德·皮諾托編劇，講述了一個女孩愛上了一個男孩，並且面临是否要初尝禁果的抉择。《初吻2》是1980年《初吻》的續集。樂團Cook da Books憑藉他們为本片配樂歌曲“Your Eyes”在許多國家成名。與前作一樣，《初吻2》取得了票房上的成功，在法國电影院獲得了4,071,600人次观看。1983年，該片獲得凱撒獎最有前途女演員獎（苏菲·玛索），並獲得最佳音樂獎（伏拉迪米爾·柯斯拉）和最佳女配角獎（丹妮絲·格列）提名。

## 剧情
家住巴黎的维克現年15歲。她的朋友佩内洛普每週都和不同的男孩出去，並且已經服用了避孕藥，但维克仍然是處女。维克從萨尔茨堡的寄宿家庭回來的路上在火車上遇到菲利普，两人不小心拿错了护照。後來她拜訪了他，將護照還給他。兩人成為朋友並開始約會。但維克不確定把“第一次”交给菲利普是否正確，因為她懷疑菲利普與前女友卡泰琳的關係。與此同時，在被蒂博甩了之後，佩内洛普勾搭上了她母親新男友的小舅子的侄子，但後來轉向了迪迪埃，最後轉向了菲利普的朋友弗雷多。她的妹妹薩芒塔現在不上學，完全專注於芭蕾舞訓練。
與此同時，維克的父母已經有了第二個孩子盧卡，他們平靜地繼續著他們修補過的婚姻。然而，兩人仍然互不信任，而現在擁有牙科博士學位的父親想在里昂做研究這一事實給這段關係蒙上了陰影。他們兩個也不容易接受維克的成長，這主要體現在她整晚都在外面。
另一方面，曾祖母普佩特在整個故事中都在為她是否應該嫁給她的老情人讓-路易而苦惱，讓-路易的妻子在这段秘密关系开始40年後终于去世了。當然，她还是可以為维克提供建議。維克和菲利普之間的關係出現了危機：就在維克拒絕與他共度一夜後，菲利普開始懷疑她與前男友马蒂厄的關係。一天晚上，在马蒂厄的派對上，作為遊戲的一部分，维克被要求与萨芒塔一起站在街上假扮妓女，菲利普感到被背叛了。為了回應他的嫉妒，維克接受了大学生費利克斯共進晚餐的请求。然而，她厭倦了晚餐上學術气的談話，早早地回家了。
普佩特決定結婚；就在婚禮开始前，普佩特和让-路易决定不举行婚礼，直接去度蜜月。佩內洛普的妹妹薩芒塔想放弃舞蹈考试，因为她的父亲不来看她；維克的父親說服了她去參加考试，她最终以優異的成績通過了。此後，他告別妻子和女兒前往里昂，但是他会定期返回巴黎。
與此同時，維克收到菲利普给她的公寓鑰匙。菲利普正在火车上，打算去斯图加特的母親那裡。维克及时赶到火车站，菲利普下了车，影片在两人暴風雨般的擁抱中結束。

## 制作

### 原声
1. "Your Eyes" (Cosma-Jordan) - Cook da Books – 4:38
2. "I Can't Swim" (Cosma-Harvest) - Paul Hudson – 2:25
3. "Livin' Together" (Cosma-Jordan) - Cook da Books – 3:35
4. "Disillusion" (instrumental) (Cosma) - King Harvest Group – 4:06
5. "Maybe You're Wrong" (Cosma-Jordan-Harvest) - Freddie Meyer & King Harvest Group – 3:25
6. "Silverman" (Cosma-Jordan) - Cook da Books – 3:38
7. "Reaching Out" (Cosma-Harvest) - Freddie Meyer & King Harvest Group – 4:57
8. "Rockin’ at the Hop" (Cosma-Jordan) - Paul Hudson – 3:20
9. "Silverman" (instrumental) (Cosma) - King Harvest Group – 2:48
10. "La boum 2" (instrumental) (Cosma) - King Harvest Group – 3:07[5]

## 反响

### 票房
與前作一樣，《初吻2》取得了票房上的成功，在法國獲得了4,071,600人次入場，在西德獲得了651,235人次入場。

### 獎項和提名
- 1983年凯撒电影奖最有前途女演員（蘇菲·瑪索）获奖
- 1983年凱撒獎最佳音樂提名（伏拉迪米爾·柯斯拉）
- 1983年凱撒獎最佳女配角提名（丹妮絲·格列）[4]